# Aeroportul Constantin cel Mare din Niș
Aeroportul Constantin cel Mare ( sârbă Аеродром Ниш — Константин Велики / Aerodrom Niš — Konstantin Veliki sârbă Аеродром Ниш — Константин Велики / Aerodrom Niš — Konstantin Veliki Aeroportul Niš - Konstantin Veliki / Aerodromul Niš - Konstantin Veliki, IATA : INI, ICAO : LYNI ) este aeroportul civil în Serbia. Situat în satul Medoševac, la 4 km de centrul orașului Niš. 
În 2012, acesta a servit 27.426 pasageri. Capacitate - 3 aeronave pe oră. Este un aeroport de rezervă pentru Priștina, Belgrad, Podgorița, Tivat, Sofia, Skopje și Ohrid. 

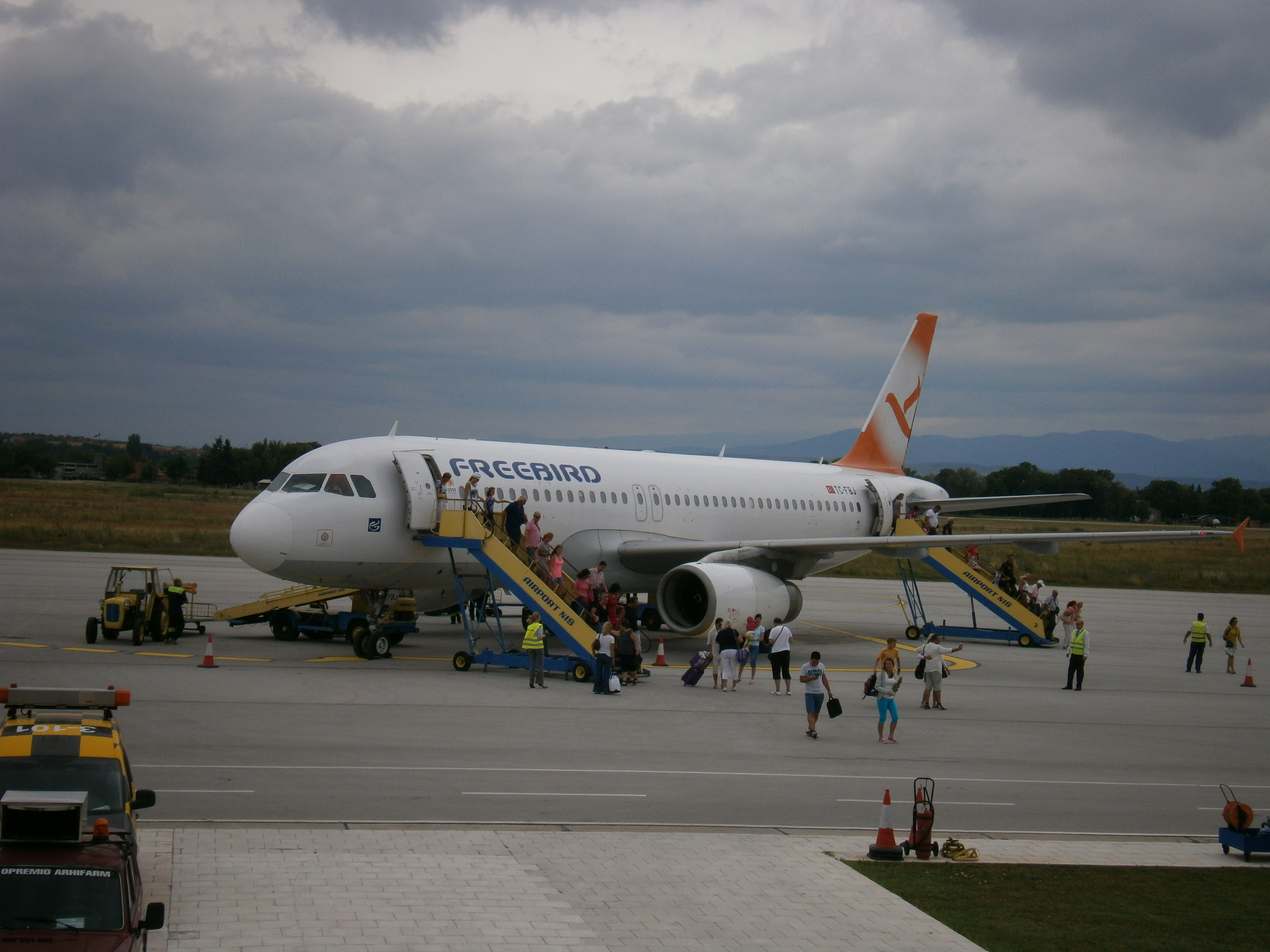
Freebird Airlines A320 la Aeroportul Niš

## Istorie
Aeroportul din Niș a apărut în 1910, apoi a fost amplasat lângă satul Trupale. În anii 30', Aeroput, compania aeriană a Regatului Iugoslaviei, a folosit aerodromul pentru nevoile sale. După cel de-al doilea război mondial, o bază militară a fost pusă în locul ei. În locul actualului aeroport din 1952, a fost construită o bandă de beton cu o lungime de 1.500 de metri. În 1972, a fost extins la 2.200 de metri. În 1986, s-a înființat compania ''Aerodrom Niș'', care deține în continuare aeroportul. Deschiderea oficială a avut loc la 12 octombrie 1986. Prima aterizare a fost făcută de Boeing 737. 
În timpul bombardării Iugoslaviei în 1999 prin lovirea a 57 de rachete, 11% din suprafața benzii a fost distrusă. După aceea, aeroportul nu funcționa de mai mulți ani. În 2003, Ministerul Afacerilor Externe al Norvegiei a finanțat reconstrucția aerodromului, după care a fost deschisă pe 12 octombrie 2003, primind numele în cinstea lui Constantin cel Mare . Reconstrucția a costat 4 milioane de euro, lucrările au continuat din martie 2003 până în decembrie 2004. Au fost utilizate 2130 m³ de beton și 58.400 tone de asfalt. După reconstrucție, aeroportul este capabil să servească de la 90 la 120 de mii de pasageri pe an. 

## Linii aeriene și destinații

### Pasageri
| Linii aeriene                 | Destinații |
| ----------------------------- | --- |
| Air Serbia                    | Bologna (din 16 iulie 2019), Budapest (din 1 august 2019), Friedrichshafen (din 20 august 2019), Gothenburg (din 17 iulie 2019), Hahn (din 17 iulie 2019), Hannover (din 16 iulie 2019), Karlsruhe/Baden-Baden (din 3 august 2019), Rome–Fiumicino (din 2 august 2019), Ljubljana (din 1 august 2019), Nuremberg (din 15 iulie 2019), Salzburg (din 2 august 2019) Seasonal: Tivat (din 15 iulie 2019) |
| Ryanair                       | Bergamo, Berlin–Schönefeld, Bratislava, Stockholm–Skavsta |
| Swiss International Air Lines | Zürich |
| Wizz Air                      | Basel/Mulhouse, Dortmund, Friedrichshafen (din 20 septembrie 2019), Memmingen, Malmö, Vienna |

### Marfă
| Linii aeriene          | Destinații       |
| ---------------------- | ---------------- |
| Turkish Airlines Cargo | Istanbul–Atatürk |

## Zboruri regulate
Lista companiilor de pasageri care folosesc aeroportul Constantin cel Mare: 
| Companie de aviație   | Odredishta |
| --------------------- | --- |
| Wizz Air              | Eindhoven, Basel / Mulhouse / Freiburg, Dortmund, Malmö, Memmingen                                                              |
| Germania flug         | Zurich |
| Ryanair               | Milano Bergamo-Orio al Serio, Berlin-Schönefeld, Bratislava Rastislav Stefanik, Stockholm-Skavsta (din 31 octombrie 2017), Vece |
| RusLine               | Carta sezonieră : Kaluga |
| Elveția Internațional | Tsirih |

## Servicii
Din 2000, aeroportul deține autobuze care transferă pasagerii spre Niš. Serviciile de taxi și de închiriere de mașini sunt situate la clădirea aeroportului. 

## Centrul de urgență
Din august 2012, în cadrul cooperării dintre Ministerul de Urgențe al Rusiei și Ministerul de Urgențe al Serbiei, rutele Il-76, Mi-26 și Ka-32 au fost amplasate la aerodrom. 